# Фернандо Мартінес
Фернандо Даніель Мартінес (ісп. Fernando Daniel Martínez; 18 липня 1991, Авельянеда) — аргентинський професійний боксер, чемпіон світу за версією IBF (2022—2024) та WBA (2024–н.ч.) у другій найлегшій вазі.

## Аматорська кар'єра
2010 року завоював бронзову медаль на Південноамериканських іграх.
На чемпіонаті світу 2011 програв у другому бою Чатчай Бутді (Таїланд).
На чемпіонаті світу 2015 програв у першому бою Ху Цзяньгуань (Китай).
На Олімпійських іграх 2016 програв у першому бою Даніелю Асенову (Болгарія).

## Професіональна кар'єра
Мартінес дебютував на профірингу 2017 року.

### Мартінес проти Анкахаса
26 лютого 2022 року Фернандо Мартінес вийшов на бій проти діючого чемпіона світу за версією IBF у другій найлегшій вазі Джервіна Анкахаса (Філіппіни), для якого це був вже десятий захист титулу. Незважаючи на те, що він вступив у бій як аутсайдер, Мартінес відібрав титул одностайним рішенням суддів.
8 жовтня 2022 року бійці провели негайний реванш, в якому Мартінес знов переміг одностайним рішенням суддів.

### Мартінес проти Йоки
Провівши 24 червня 2024 року переможний бій проти обов'язкового претендента Джейда Борнеа (Філіппіни), вже 7 липня 2024 року в Токіо вийшов на об'єднавчий бій з чемпіоном WBA Йока Казуто. Обидва боксера, працюючи багатоударними комбінаціями, викинули за бій велику кількість важких ударів. Все ж у аргентинця було більше влучань, і він здобув перемогу одностайним рішенням суддів.